# Campo Alegre do Fidalgo
Campo Alegre do Fidalgo là một đô thị thuộc bang Piauí, Brasil. Đô thị này có diện tích 755,529 km², dân số năm 2007 là 4412 người, mật độ 5,84 người/km².